# St. Sebastian und Katharina (Riedsend)

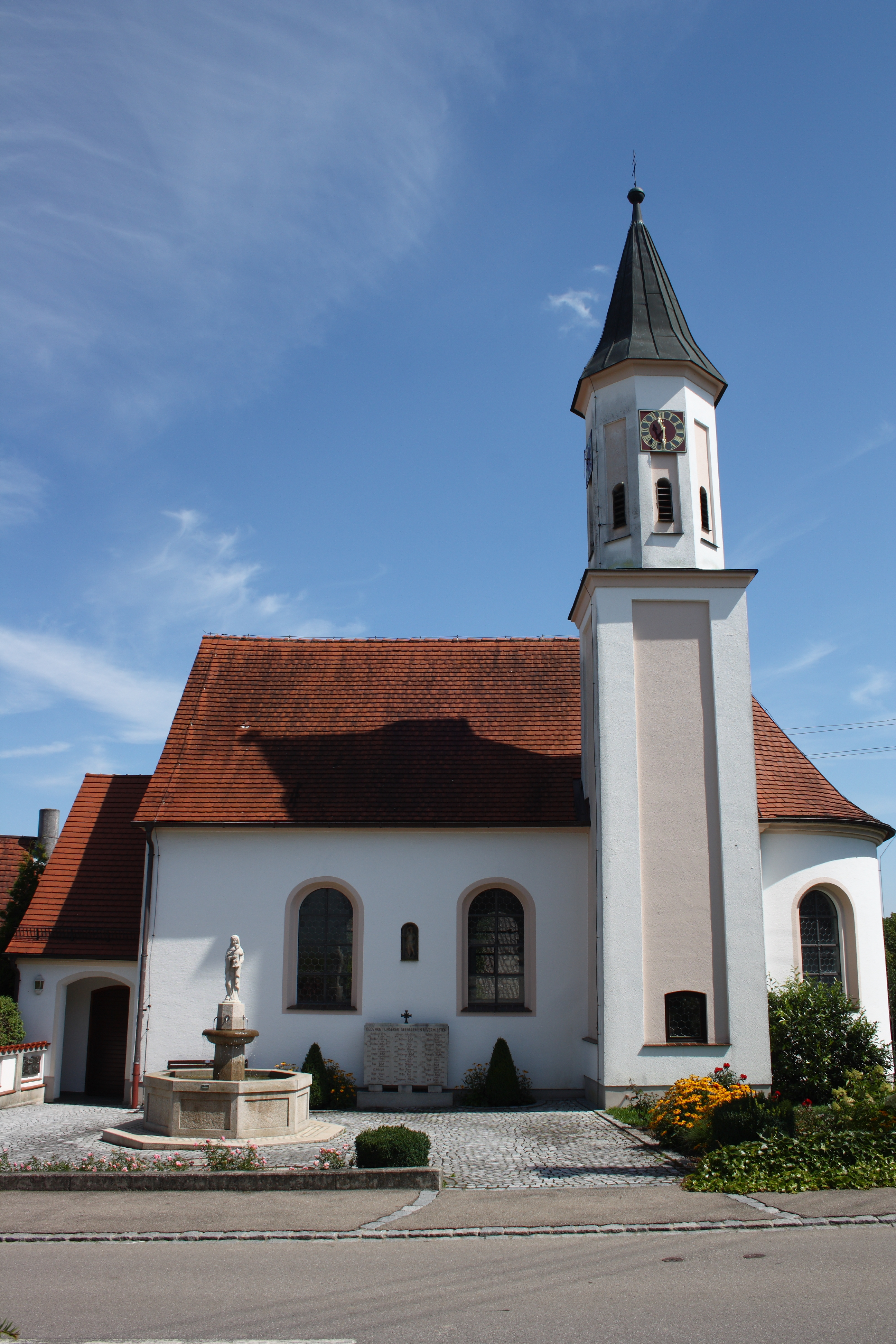
St. Sebastian und Katharina in Riedsend

St. Sebastian und Katharina ist eine  römisch-katholische Filialkirche in Riedsend, einem Gemeindeteil von Villenbach im schwäbischen Landkreis Dillingen an der Donau in Bayern. Das denkmalgeschützte Bauwerk ist in der Liste der Baudenkmäler in Villenbach unter der Nr. D-7-73-179-7 eingetragen.

## Beschreibung
Die barocke Saalkirche wurde von Balthasar Suiter unter Verwendung gotischer Mauerteile 1726 erbaut. Sie besteht aus einem Langhaus, einem wenig eingezogenen, halbrund geschlossenen Chor im Osten und einem Kirchturm auf quadratischem Grundriss an der Südostecke des Langhauses, der mit einem achteckigen Geschoss, das die Turmuhr und den Glockenstuhl beherbergt, aufgestockt und mit einem spitzen Helm bedeckt wurde. Das Portal befindet sich in einem Anbau an der Westseite. Der Innenraum des Langhauses ist mit einem Stichkappengewölbe und das östliche Joch mit einer Flachdecke überspannt. Der Stuck mit Bandelwerk wurde von Balthasar Suiter eingefügt. Der Sohn Stephan von Lorenz Luidl hat die meisten Statuen geschaffen.